# 建部村 (三重県)
建部村（たてべむら）は三重県安濃郡にあった村。現在の津市中心部の東方、伊勢湾の沿岸にあたる。

## 地理
- 海洋：伊勢湾
- 河川：安濃川、岩田川

## 歴史
- 1889年（明治22年）4月1日 - 町村制の施行により、安濃郡中河原村の大部分および乙部村の一部の区域をもって建部村が発足。
- 1909年（明治42年）4月1日 - 津市に編入。同日建部村廃止。

## 現在の町名
- 大字乙部 - 乙部、海岸町、寿町（一部）、港町（一部）、大門（一部）、東丸之内（一部）、末広町（一部）
- 大字中河原 - 中川原、高洲町、住吉町、末広町（残部）